# Коминтерновский сельсовет (Оренбургская область)
Коминтерновский сельсовет — сельское поселение в Кваркенском районе Оренбургской области Российской Федерации.
Административный центр — посёлок Коминтерн.

## История
9 марта 2005 года в соответствии с законом Оренбургской области № 1900/342-III-ОЗ образовано сельское поселение Коминтерновский сельсовет, установлены границы муниципального образования.

## Население
| 2010 | 2012  | 2013  | 2014  | 2015  | 2016 | 2017 |
| ---- | ----- | ----- | ----- | ----- | ---- | ---- |
| 1174 | ↘1123 | ↘1109 | ↘1031 | ↘1001 | ↘971 | ↘953 |
| 2018 | 2019  | 2020  | 2021  |       |      |      |
| ↘919 | ↘877  | ↘838  | ↘805  |       |      |      |

## Состав сельского поселения
| № | Населённый пункт | Тип населённого пункта          | Население |
| - | ---------------- | ------------------------------- | --------- |
| 1 | Коминтерн        | посёлок, административный центр | 655       |
| 2 | Кульма           | село                            | 276       |
| 3 | Новопотоцк       | село                            | 243       |